# Bert Grabsch
Bert Grabsch (Lutherstadt Wittenberg, 19 giugno 1975) è un ex ciclista su strada tedesco.
Professionista dal 1998 al 2013, è stato campione del mondo a cronometro nel 2008.

## Palmarès
- 1998 (Agro Adler Brandenburg, una vittoria)

4ª tappa Regio-Tour (Lörrach > Wehr)
- 1999 (Team Cologne, una vittoria)

5ª tappa Regio-Tour (Emmendingen > Vogtsburg im Kaiserstuhl)
- 2000 (Team Cologne, una vittoria)

Hel van het Mergelland
- 2001 (Phonak Hearing Systems, due vittorie)

4ª tappa Giro della Bassa Sassonia (Peine > Bückeberg)
2ª tappa Tour de la Région Wallonne (Mouscron > Clabecq)
- 2002 (Phonak Hearing Systems, una vittoria)

1ª tappa Vuelta a Burgos (Burgos > Medina de Pomar)
- 2005 (Phonak Hearing Systems, una vittoria)

Rund um die Hainleite
- 2007 (T-Mobile Team, due vittorie)

Campionati tedeschi, Prova a cronometro
8ª tappa Vuelta a España (Cariñena > Saragozza, cronometro)
- 2008 (Team Columbia-High Road, cinque vittorie)

Campionati tedeschi, Prova a cronometro
6ª tappa Giro d'Austria (Podersdorf > Podersdorf, cronometro)
4ª tappa Giro di Sassonia (Großenhain > Großenhain, cronometro)
Classifica generale Giro di Sassonia
Campionati del mondo, Prova a cronometro
- 2009 (Team Columbia-HTC, due vittorie)

4ª tappa Giro del Delfinato (Bourg-lès-Valence > Valence, cronometro)
Campionati tedeschi, Prova a cronometro
- 2011 (HTC-Highroad, due vittorie)

Campionati tedeschi, Prova a cronometro
7ª tappa Giro d'Austria (Podersdorf > Podersdorf, cronometro)

### Altri successi
- 2008 (Team Columbia-High Road)

2ª tappa City Giro Rellingen
- 2009 (Team Columbia-HTC)

Rund um die Wittenberger Altstadt
- 2010 (Team HTC-Columbia)

Rund um die Wittenberger Altstadt
- 2012 (Omega Pharma-Quickstep Cycling Team)

Rund um die Wittenberger Altstadt

## Piazzamenti

### Grandi Giri
- Giro d'Italia

2002: 61º
- Tour de France

2004: 81º
2005: 103º
2006: 105º
2007: 105º
2009: 134º
2010: 169º
2012: 125º
- Vuelta a España

2002: 101º
2003: 88º
2004: 86º
2007: non partito (17ª tappa)
2009: non partito (18ª tappa)
2011: 135º

### Classiche monumento
- Milano-Sanremo

2003: 49º
2004: 57º
2005: 101º
2006: 59º
2007: 125º
2011: ritirato
- Giro delle Fiandre

2002: 30º
2003: 65º
2004: 37º
2005: 25º
2007: ritirato
2008: 63º
2009: ritirato
- Parigi-Roubaix

2003: ritirato
2004: ritirato
2005: 38º
2006: ritirato
2007: 28º
2008: ritirato
- Liegi-Bastogne-Liegi

2002: ritirato
2004: 107º

### Competizioni mondiali
- Campionati del mondo

Zolder 2002 - In linea Elite: 95º
Hamilton 2003 - In linea Elite: ritirato
Stoccarda 2007 - Cronometro Elite: 4º
Varese 2008 - Cronometro Elite: vincitore
Mendrisio 2009 - Cronometro Elite: 10º
Melbourne 2010 - Cronometro Elite: 11º
Melbourne 2010 - In linea Elite: 71º
Copenaghen 2011 - Cronometro Elite: 4º
Copenaghen 2011 - In linea Elite: ritirato
Limburgo 2012 - Cronometro Elite: 36º
Toscana 2013 - Cronometro Elite: 20º
- Giochi olimpici

Pechino 2008 - In linea: ritirato
Pechino 2008 - Cronometro: 13º
Londra 2012 - In linea: 95º
Londra 2012 - Cronometro: 8º